# Аустрија на Светском првенству у атлетици на отвореном 2015.
Аустрија је учествовала на Светском првенству у атлетици на отвореном 2015. одржаном у Пекингу од 12. до 30. августа. Репрезентација Аустрије је представљало 5 атлетичара (3 мушкарца и 2 жене) који су се такмичили у 4 дисциплине 2 мушке и 2 женске.,.
На овом првенству атлетичари Аустрије нису освојили медаљу, нити су поставили неки рекорд.

## Учесници
| Дисциплина    | Спортисти                | Спортисти    |
| Дисциплина    | Мушкарци                 | Жене         |
| ------------- | ------------------------ | ------------ |
| 5.000 м       | —                        | Џенифер Вент |
| 100 м препоне | —                        | Беате Шорт   |
| Маратон       | Edwin Kipchirchir Kemboi | -            |

| Дисциплина   | Спортисти                         | Спортисти |
| Дисциплина   | Мушкарци                          | Жене      |
| ------------ | --------------------------------- | --------- |
| Бацање диска | Герхард Мајер Лукас Вајсхајдингер | -         |

## Резултати

### Мушкарци
| Атлетичарка              | Дисциплина   | Лични рекорд | Квалификације | Квалификације | Полуфинале           | Полуфинале    | Финале               | Финале        | Детаљи |
| Атлетичарка              | Дисциплина   | Лични рекорд | Резултат      | Место         | Резултат             | Место         | Резултат             | Место         | Детаљи |
| ------------------------ | ------------ | ------------ | ------------- | ------------- | -------------------- | ------------- | -------------------- | ------------- | ------ |
| Edwin Kipchirchir Kemboi | маратон      | 2:12,58      |               |               |                      |               | 2:28:06              | 31. / 42 (68) |        |
| Герхард Мајер            | Бацање диска | 67,20        | 57,73         | 16 у гр. Б    |                      |               | Није се квалификовао | 30. / 30 (31) |        |
| Лукас Вајсхајдингер      | Бацање диска | 67,24 НР     | 61,26         | 13. у гр. А   | Није се квалификовао | 20. / 30 (31) |                      |               |        |

### Жене
| Атлетичар    | Дисциплина    | Лични рекорд | Група    | Група         | Полуфинале         | Полуфинале         | Финале             | Финале             | Детаљи |
| Атлетичар    | Дисциплина    | Лични рекорд | Резултат | Место         | Резултат           | Место              | Резултат           | Место              | Детаљи |
| ------------ | ------------- | ------------ | -------- | ------------- | ------------------ | ------------------ | ------------------ | ------------------ | ------ |
| Јенифер Вент | 5.000 м       | 15:16,12     | 15:43.57 | 7. у гр. 2 кв |                    |                    | 15:35.46           | 15. / 24 (27)      |        |
| Беате Шорт   | 100 м препоне | 12,82 НР     | 13.04    | 5 у гр. 3 кв  | Није завршила трку | Није завршила трку | Није завршила трку | Није завршила трку |        |